# Ophisma minna
Ophisma minna är en fjärilsart som beskrevs av Achille Guenée 1852. Ophisma minna ingår i släktet Ophisma och familjen nattflyn. Inga underarter finns listade i Catalogue of Life.